# Tympanogaster decepta
Tympanogaster decepta är en skalbaggsart som beskrevs av Perkins 2006. Tympanogaster decepta ingår i släktet Tympanogaster och familjen vattenbrynsbaggar. Inga underarter finns listade i Catalogue of Life.